# Rémy Pochauvin
Rémy Raymond Pochauvin (* 28. Januar 1961 in Saint-Mandé; † 8. Dezember 2021 in Liginiac) war ein französischer Autorennfahrer.

## Karriere als Rennfahrer
Rémy Pochauvin war in den frühen 1980er-Jahren in der Formel Renault und der Formel Ford aktiv. 1985 wurde er Neunter (Meister Éric Bernard) in der französischen Formel-Renault-Meisterschaft und 1986 zehnter im französischen Formel-Ford-1600-Championat.
Zweimal, 1988 und 1989, startete er beim 24-Stunden-Rennen von Le Mans. 1988 fuhr er den Sauber SHS C6 von Roland Bassaler, der nach einem Motorschaden ausfiel. Im Jahr darauf war er Partner von Jean-Philippe Grand und Jean-Luc Roy im Spice SE89C von Graff Racing. Das Trio erreichte den 19. Rang der Gesamtwertung.

## Statistik

### Le-Mans-Ergebnisse
| Jahr | Team            | Fahrzeug      | Teamkollege         | Teamkollege     | Platzierung | Ausfallgrund |
| ---- | --------------- | ------------- | ------------------- | --------------- | ----------- | ------------ |
| 1988 | Roland Bassaler | Sauber SHS C6 | Jean-François Yvon  | Roland Bassaler | Ausfall     | Motorschaden |
| 1989 | Graff Racing    | Spice SE89C   | Jean-Philippe Grand | Jean-Luc Roy    | Rang 19     |              |